# Mongauzy
Mongauzy är en kommun i departementet Gironde i regionen Nouvelle-Aquitaine i sydvästra Frankrike. Kommunen ligger i kantonen La Réole som tillhör arrondissementet Langon. År 2022 hade Mongauzy 656 invånare.

## Befolkningsutveckling
Antalet invånare i kommunen Mongauzy
Referens:INSEE